# Stora Slågarps socken
Stora Slågarps socken i Skåne ingick i Skytts härad, uppgick 1967 i Trelleborgs stad och området ingår sedan 1971 i Trelleborgs kommun, från 2016 inom Alstads distrikt.
Socknens areal är 6,45 kvadratkilometer varav 6,06 land.  År 1952 fanns här 240 invånare. Kyrkbyn Stora Slågarp med sockenkyrkan Stora Slågarps kyrka ligger i socknen. 

## Administrativ historik
Socknen har medeltida ursprung. 
Vid kommunreformen 1862 övergick socknens ansvar för de kyrkliga frågorna till Stora Slågarps församling och för de borgerliga frågorna bildades Stora Slågarps landskommun. Landskommunen uppgick 1952 i Alstads landskommun som uppgick 1967 i Trelleborgs stad som 1971 ombildades till Trelleborgs kommun. Församlingen uppgick 1980 i Alstads församling. 
1 januari 2016 inrättades distriktet Alstad, med samma omfattning som Alstads församling hade 1999/2000 och fick 1980, och vari detta sockenområde ingår.
Socknen har tillhört län, fögderier, tingslag och domsagor enligt vad som beskrivs i artikeln Skytts härad. De indelta soldaterna tillhörde Södra skånska infanteriregementet och Skånska husarregementet.

## Geografi
Stora Slågarps socken ligger norr om Trelleborg. Socknen är en odlingsbygd på en delvis kuperad slättbygd.

## Fornlämningar
Från bronsåldern finns gravhögar och har funnits en sten med skålgropar.

## Namnet
Namnet skrevs i mitten av 1300-talet Slokethorp, 1561 'Stora Slogerup', och kommer från kyrkbyn. Efterleden är torp, 'nybygge'. Förleden antas innehålla mansnamnet Sloki..